# Segnali di pericolo e precedenza nella segnaletica verticale europea

## Segnali di pericolo
|                                                       | Austria        | Belgio         | Danimarca      | Estonia        | Finlandia      | Francia        | Germania       | Grecia         | Irlanda        | Islanda        | Italia         | Norvegia | Paesi Bassi    | Polonia        | Regno Unito    | Repubblica Ceca | Russia & Bielorussia | Slovacchia | Spagna         | Svezia         | Svizzera       | Ucraina        | Ungheria       |
| ----------------------------------------------------- | -------------- | -------------- | -------------- | -------------- | -------------- | -------------- | -------------- | -------------- | -------------- | -------------- | -------------- | -------- | -------------- | -------------- | -------------- | --------------- | -------------------- | ---------- | -------------- | -------------- | -------------- | -------------- | -------------- |
| Preavviso di dare precedenza                          |                |                |                |                |                |                |                |                |                |                |                |          |                |                |                |                 |                      |            |                |                |                |                |                |
| Preavviso di fermarsi e dare precedenza               |                |                |                |                |                |                |                |                |                |                |                |          |                |                |                |                 |                      |            |                |                |                |                |                |
| Semaforo                                              |                |                |                |                |                |                |                |                |                |                | o              |          |                |                |                |                 |                      |            |                |                |                |                |                |
| Rotonda                                               |                |                |                |                |                |                | Non utilizzato |                | o              |                |                |          |                |                |                |                 |                      |            |                |                | Non utilizzato |                |                |
| Doppio senso di circolazione                          |                |                |                |                |                |                |                |                | o              |                |                |          |                |                | o              |                 |                      |            |                |                |                |                |                |
| Coda                                                  |                |                |                |                |                |                |                |                |                | Non utilizzato |                |          |                |                |                |                 |                      |            |                |                |                |                |                |
| Passaggio a livello senza barriere                    |                |                |                |                |                |                | [ 1 ]          |                | [ 2 ]          | Non utilizzato |                |          |                |                |                |                 |                      |            |                |                |                |                |                |
| Passaggio a livello con barriere o con semibarriere   |                |                |                |                |                |                | [ 1 ]          |                | o              | Non utilizzato |                |          |                |                |                |                 |                      |            |                |                |                |                |                |
| Ubicazione di passaggio a livello                     |                |                |                |                |                |                |                |                | Non utilizzato | Non utilizzato |                |          |                |                |                |                 |                      |            |                |                |                |                |                |
| Ubicazione di passaggio a livello (più di un binario) |                |                |                |                |                |                | Non utilizzato |                | Non utilizzato | Non utilizzato |                |          |                |                | Non utilizzato |                 |                      |            |                |                |                |                |                |
|                                                       | Austria        | Belgio         | Danimarca      | Estonia        | Finlandia      | Francia        | Germania       | Grecia         | Irlanda        | Islanda        | Italia         | Norvegia | Paesi Bassi    | Polonia        | Regno Unito    | Repubblica Ceca | Russia & Bielorussia | Slovacchia | Spagna         | Svezia         | Svizzera       | Ucraina        | Ungheria       |
| Attraversamento di tram                               |                |                |                |                |                |                |                |                |                | Non utilizzato |                |          |                |                |                |                 |                      |            |                |                |                |                |                |
| Intersezione con precedenza a destra                  |                |                |                |                |                |                |                |                | Non utilizzato |                |                |          |                |                | Non utilizzato |                 |                      |            |                |                |                |                |                |
| Intersezione con strada che non ha priorità           |                |                |                |                |                |                |                |                |                |                |                |          |                |                |                |                 |                      |            |                |                |                |                |                |
| Intersezione a T                                      |                |                |                |                |                |                | Non utilizzato |                |                |                |                |          |                |                |                |                 |                      |            |                |                |                |                |                |
| Strettoia                                             |                |                |                |                |                |                |                |                |                |                |                |          |                |                |                |                 |                      |            |                |                |                |                |                |
| Strettoia asimmetrica                                 |                |                |                |                |                |                |                |                |                |                |                |          |                |                |                |                 |                      |            |                |                |                |                |                |
| Vento laterale                                        |                |                |                |                |                |                |                |                |                |                |                |          |                |                |                |                 |                      |            |                |                |                |                |                |
| Aeromobili                                            |                |                | o              |                |                |                |                |                |                |                |                |          |                |                | o              |                 |                      |            |                | o              |                |                |                |
| Discesa pericolosa                                    |                |                |                |                |                |                |                |                |                |                |                |          |                |                |                |                 |                      |            |                |                |                |                |                |
| Salita ripida                                         |                |                |                |                |                | Non utilizzato |                |                |                |                |                |          |                |                |                |                 |                      |            |                |                |                |                |                |
|                                                       | Austria        | Belgio         | Danimarca      | Estonia        | Finlandia      | Francia        | Germania       | Grecia         | Irlanda        | Islanda        | Italia         | Norvegia | Paesi Bassi    | Polonia        | Regno Unito    | Repubblica Ceca | Russia & Bielorussia | Slovacchia | Spagna         | Svezia         | Svizzera       | Ucraina        | Ungheria       |
| Dosso                                                 |                |                |                |                |                |                |                |                |                |                |                |          |                |                |                |                 |                      |            |                |                |                |                |                |
| Strada deformata                                      |                |                |                |                |                |                |                |                |                |                |                |          |                |                |                |                 |                      |            |                |                |                |                |                |
| Curva pericolosa                                      |                |                |                |                |                |                |                |                |                |                |                |          |                |                |                |                 |                      |            |                |                |                |                |                |
| Doppia curva pericolosa                               |                |                |                |                |                |                |                |                |                |                |                |          |                |                |                |                 |                      |            |                |                |                |                |                |
| Strada sdrucciolevole                                 |                |                |                |                |                |                |                |                |                |                |                |          |                |                |                |                 |                      |            |                |                |                |                |                |
| Materiale instabile su strada                         |                |                |                |                |                |                |                |                |                |                |                |          |                |                |                |                 |                      |            |                |                |                |                |                |
| Bambini                                               |                |                |                |                |                |                |                |                |                |                |                |          |                |                |                |                 |                      |            |                |                |                |                |                |
| Attraversamento pedonale                              |                |                |                |                |                |                |                |                |                |                |                |          |                |                |                |                 |                      |            |                |                |                |                |                |
| Attraversamento ciclabile                             |                |                |                |                |                |                |                |                |                |                |                |          |                |                |                |                 |                      |            |                |                |                |                |                |
| Caduta massi                                          |                |                |                |                |                |                |                |                |                |                |                |          |                |                |                |                 |                      |            |                |                |                |                |                |
|                                                       | Austria        | Belgio         | Danimarca      | Estonia        | Finlandia      | Francia        | Germania       | Grecia         | Irlanda        | Islanda        | Italia         | Norvegia | Paesi Bassi    | Polonia        | Regno Unito    | Repubblica Ceca | Russia & Bielorussia | Slovacchia | Spagna         | Svezia         | Svizzera       | Ucraina        | Ungheria       |
| Ponte mobile                                          |                |                |                | Non utilizzato |                |                |                |                |                | Non utilizzato |                |          |                |                |                |                 |                      |            |                |                |                |                |                |
| Sbocco su molo o su argine                            |                |                |                |                |                |                |                |                |                |                |                |          |                |                | o              |                 | o                    |            |                |                |                |                | o              |
| Animali domestici vaganti                             |                |                |                |                |                |                |                |                |                |                |                |          |                |                |                |                 |                      |            |                |                |                |                |                |
| Animali selvatici vaganti                             |                |                |                |                |                |                |                |                |                |                |                |          |                |                |                |                 |                      |            |                |                |                |                |                |
| Galleria                                              | Non utilizzato | Non utilizzato |                | Non utilizzato | Non utilizzato | Non utilizzato | Non utilizzato |                |                |                | Non utilizzato |          | Non utilizzato | Non utilizzato |                |                 |                      |            | Non utilizzato |                | Non utilizzato |                | Non utilizzato |
| Incidente                                             | Non utilizzato | Non utilizzato | Non utilizzato |                | Non utilizzato |                |                | Non utilizzato | Non utilizzato | Non utilizzato |                |          |                |                |                |                 | Non utilizzato       |            |                |                | Non utilizzato |                |                |
| Lavori                                                |                |                |                |                |                |                |                |                |                |                |                |          |                |                |                |                 |                      |            |                |                |                |                |                |
| Altri pericoli                                        |                |                |                |                |                |                |                |                |                |                |                |          |                |                |                |                 |                      |            |                |                |                |                |                |
| Altri pericoli (provvisorio)                          | Non utilizzato | Non utilizzato | Non utilizzato |                | Non utilizzato |                | Non utilizzato | Non utilizzato | Non utilizzato | Non utilizzato |                |          | Non utilizzato | Non utilizzato | Non utilizzato | Non utilizzato  | Non utilizzato       |            |                | Non utilizzato | Non utilizzato | Non utilizzato | Non utilizzato |
|                                                       | Austria        | Belgio         | Danimarca      | Estonia        | Finlandia      | Francia        | Germania       | Grecia         | Irlanda        | Islanda        | Italia         | Norvegia | Paesi Bassi    | Polonia        | Regno Unito    | Repubblica Ceca | Russia & Bielorussia | Slovacchia | Spagna         | Svezia         | Svizzera       | Ucraina        | Ungheria       |

### Segnali di precedenza
|                                                 | Austria | Belgio | Danimarca | Estonia | Finlandia | Francia | Germania | Grecia | Irlanda        | Islanda | Italia | Norvegia | Paesi Bassi | Polonia | Regno Unito    | Repubblica Ceca | Russia & Bielorussia | Slovacchia | Spagna | Svezia | Svizzera | Ucraina | Ungheria |
| ----------------------------------------------- | ------- | ------ | --------- | ------- | --------- | ------- | -------- | ------ | -------------- | ------- | ------ | -------- | ----------- | ------- | -------------- | --------------- | -------------------- | ---------- | ------ | ------ | -------- | ------- | -------- |
| Dare precedenza                                 |         |        |           |         |           |         |          |        | o              |         |        |          |             |         | o              |                 |                      |            |        |        |          |         |          |
| Fermarsi e dare precedenza                      |         |        |           |         |           |         |          |        |                |         |        |          |             |         |                |                 |                      |            |        |        |          |         |          |
| Diritto di precedenza                           |         |        |           |         |           |         |          |        | Non utilizzato |         |        |          |             |         | Non utilizzato |                 |                      |            |        |        |          |         |          |
| Fine del diritto di precedenza                  |         |        |           |         |           |         |          |        | Non utilizzato |         |        |          |             |         | Non utilizzato |                 |                      |            |        |        |          |         |          |
| Dare precedenza nei sensi unici alternati       |         |        |           |         |           |         |          |        | Non utilizzato |         |        |          |             |         |                |                 |                      |            |        |        |          |         |          |
| Diritto di precedenza nei sensi unici alternati |         |        |           |         |           |         |          |        | Non utilizzato |         |        |          |             |         |                |                 |                      |            |        |        |          |         |          |
|                                                 | Austria | Belgio | Danimarca | Estonia | Finlandia | Francia | Germania | Grecia | Irlanda        | Islanda | Italia | Norvegia | Paesi Bassi | Polonia | Regno Unito    | Repubblica Ceca | Russia & Bielorussia | Slovacchia | Spagna | Svezia | Svizzera | Ucraina | Ungheria |